# Lake Village
Pour l’article homonyme, voir Lake Village (Indiana).
La ville de Lake Village est le siège du comté de Chicot, dans l’État d’Arkansas, aux États-Unis. Sa population était de 2 575 habitants lors du recensement de 2010.

## Démographie
| 1910  | 1920  | 1930  | 1940  | 1950  | 1960  |
| ----- | ----- | ----- | ----- | ----- | ----- |
| 1 074 | 1 449 | 1 582 | 2 045 | 2 484 | 2 998 |

| 1970  | 1980  | 1990  | 2000  | 2010  | - |
| ----- | ----- | ----- | ----- | ----- | - |
| 3 310 | 3 088 | 2 791 | 2 823 | 2 575 | - |

## Personnalités liées à la ville
- Daniel H. Reynolds, brigadier général confédéré de la guerre de Sécession ;
- Leon Whittaker, tromboniste américain.